# Painting on Glass
Painting on Glass è il secondo album dei The 3rd and the Mortal, pubblicato nel 1996.

## Tracce
Testi e musiche di The 3rd and the Mortal, eccetto dove indicato.
1. Magma – 4:26
2. Commemoration – 5:41
3. Crystal Orchids – 3:02 (Finn Olav Holthe / The 3rd and the Mortal)
4. Persistent and Fleeting – 6:01
5. White Waters – 2:53
6. Aurora Borealis – 1:32
7. Dreamscapes – 4:33
8. Aurora Australis – 2:42
9. Azure – 4:02
10. Veiled Exposure – 5:23
11. Stairs – 2:26
12. Eat the Distance – 7:14
13. Vavonia, Pt. 2 – 7:24
14. Horizons – 7:07

## Formazione
- Ann-Mari Edvardsen - voce, tastiere
- Rune Hoemsnes - batteria, percussioni
- Finn Olav Holthe - chitarra, tastiere
- Geir Nilsen - chitarra, tastiere
- Trond Engum - chitarra
- Bernt Rundberget - basso

### Ospiti
- Ola Evensen - trombone
- Lars Lien - Mellotron
- Oddrun Solberg - organo
- Aksel Hagen Tjora - didjeridoo
- Øyvind Klungseth Zalsen - tastiere
- Monika Edvardsen - voce